# Улица Пушкина (Пермь)
У́лица Пу́шкина находится в Свердловском, Ленинском и Дзержинском районах города Перми.

## История
Улица существовала ещё в XIX веке. Она называлась Ямской, была двусторонней и шла параллельно Малой Ямской улице (ныне улица Краснова) от ручья Стикс до Красноуфимской улицы (ныне улица Куйбышева). Затем она была продлена до Ирбитской улицы (ныне улица Александра Матросова) как односторонняя улица. После страшного городского пожара 1842 года Ямская улица была продолжена до Ермаковской улицы (ныне улица Решетникова) и стала именоваться Большой Ямской.
Украшением улицы было здание Александровской больницы, вокруг которой была установлена ажурная решётка. Здание больницы занимало целый квартал, а около неё находилось отделение военных кантонистов, занимавшее три квартала. Ныне на их месте находятся деревянные дома.

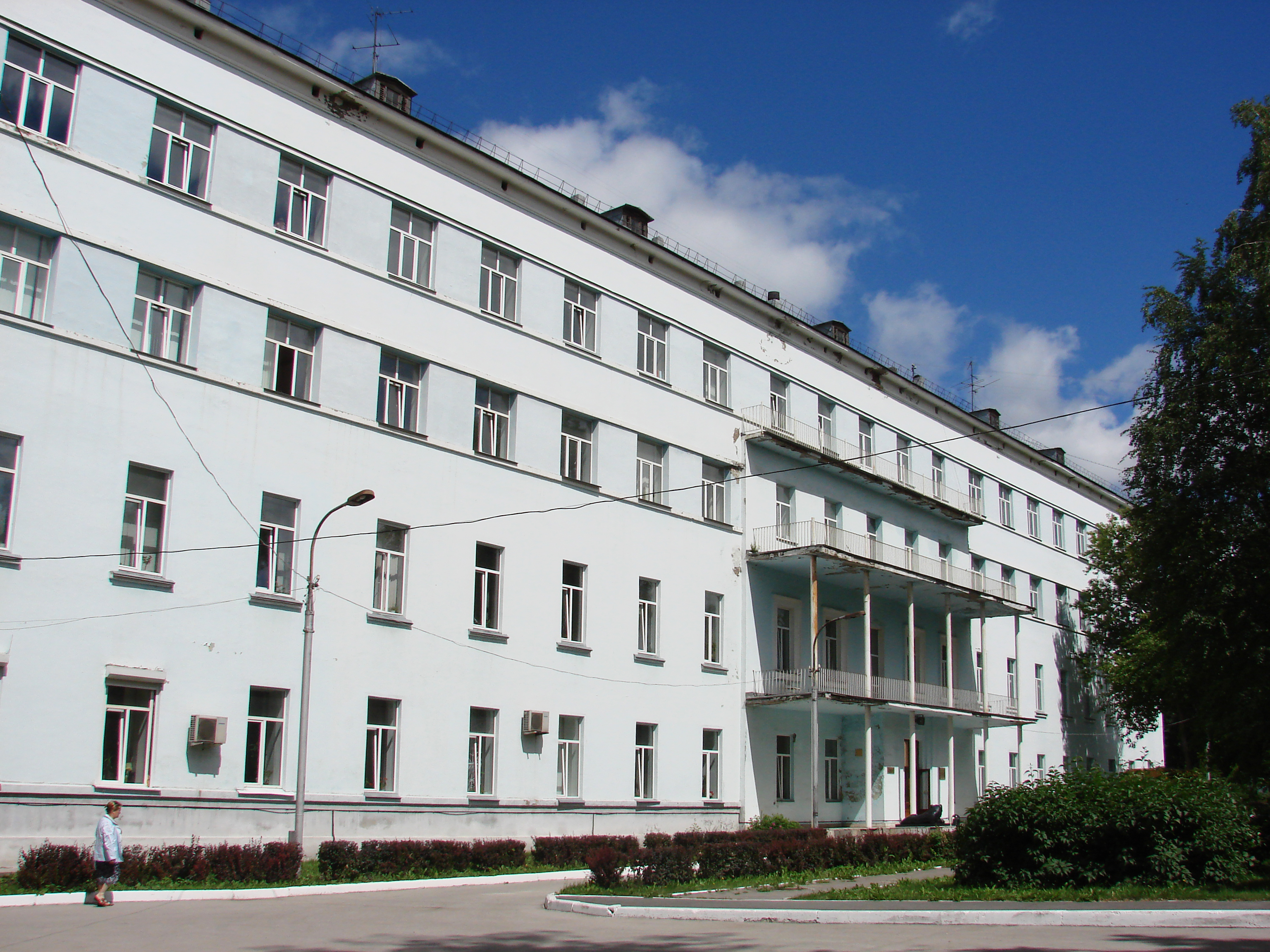
Главный корпус Александровской больницы

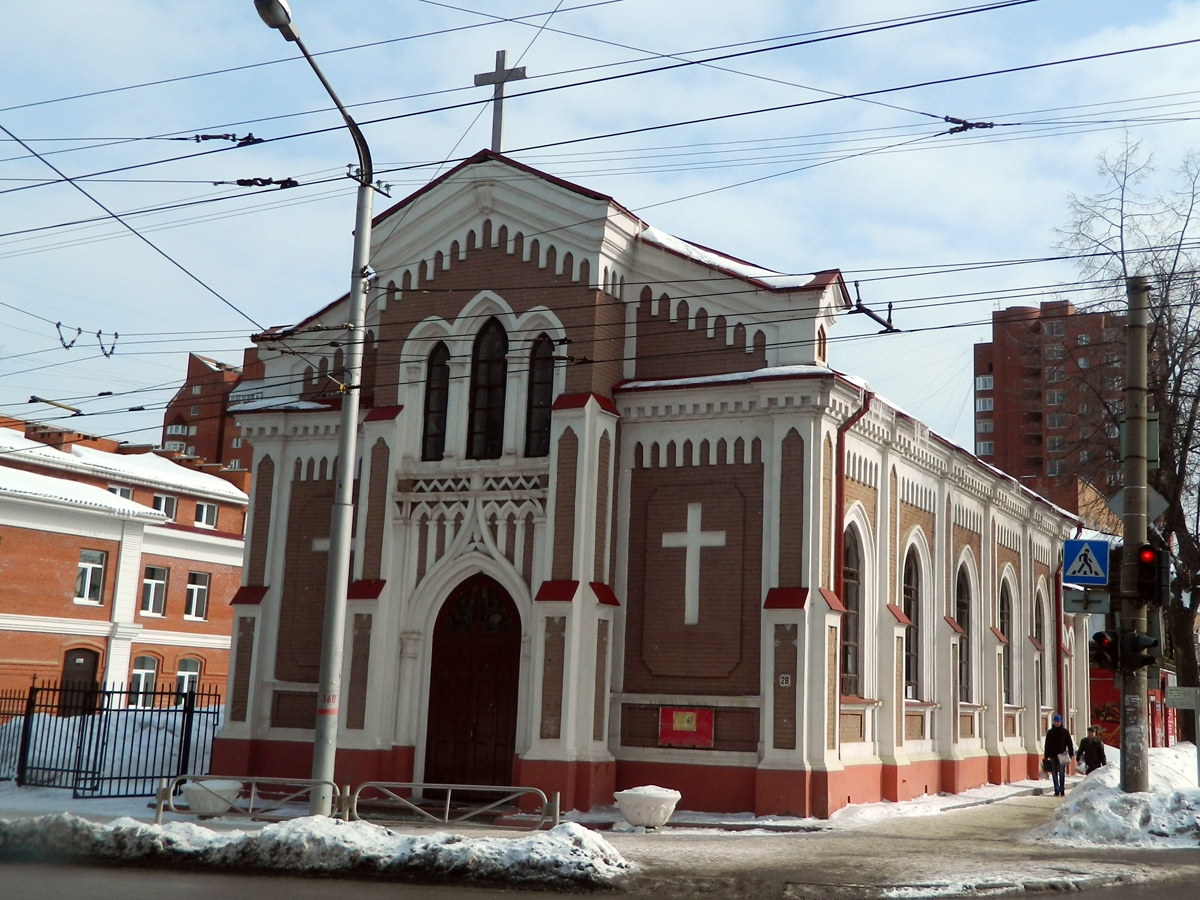
Храм Непорочного Зачатия Пресвятой Девы Марии

В конце XIX века Большая Ямская улица находилась на окраине города, здесь жили железнодорожники. Стоимость аренды квартир была невысока, поэтому здесь жили учителя, служащие, чиновники невысоких рангов и другие небогатые пермяки.
После Октябрьской революции улицу переименовали в честь Г. Е. Зиновьева, но после того, как он был исключён из партии, не позднее чем с 1929 года улица стала называться Университетской. В 1937 году, в год столетия со дня смерти А. С. Пушкина, улица была переименована в его честь и носит это название и поныне.

## Достопримечательности
- Храм Непорочного Зачатия Пресвятой Девы Марии
- Пермский государственный педагогический университет (Земское собрание Пермской губернии)
- Краевой центр творчества детей и молодёжи «Муравейник»
- Императорское музыкальное училище
- Бизнес-центр «Экватор»
- Дом Н. К. Крылова
- Пермская краевая клиническая больница
- Центральный рынок
- Семнадцатый арбитражный апелляционный суд